# Bogaletch Gebre
Bogaletch "Boge" (pronuncia -se Bo-guei ) Gebre (anos 1950 - 2 de novembro de 2019) foi uma cientista e ativista etíope. Em 2010, o The Independent a caracterizou como "a mulher que iniciou a rebelião das mulheres etíopes".  Juntamente com sua irmã Fikirte Gebre, Gebre fundou a KMG Etiópia, anteriormente chamada Kembatti Mentti Gezzima-Tope (Mulheres Kembatta que estão juntas). A instituição trabalha para servir às mulheres em muitas áreas, incluindo a prevenção de mutilações genitais femininas e os raptos nupciais, a prática de sequestrar e estuprar jovens para forçá-las a se casar. Segundo o Comitê Nacional de Práticas Tradicionais da Etiópia, essas práticas foram a base de 69% dos casamentos no país a partir de 2003.
O jornal  the Independent relata que a organização reduziu a taxa de raptos nupciais em Kembatta em mais de 90%, enquanto o The Economist observa que foi a associação é creditada por reduzir a mutilação genital feminina de 100% para 3%. Em 2005, Gebre recebeu o Prêmio Norte-Sul de 2005 e em 2007 o Prêmio Jonathan Mann de Saúde Global e Direitos Humanos. Por suas contribuições para o desenvolvimento da África, Boge recebeu o Prêmio Internacional de Desenvolvimento Rei Baudouin em maio de 2013.

## Biografia
Vítima de mutilação genital feminina aos 12 anos, Gebre foi proibida de receber educação formal por seu pai, mas saiu furtivamente de sua casa para frequentar uma escola missionária . Ela estudou microbiologia em Jerusalém antes de frequentar a Universidade de Massachusetts Amherst com uma bolsa da Fulbright. Enquanto estava nos Estados Unidos, ela lançou sua primeira organização de caridade, Development through Education, através da qual estudantes de escolas e universidades da Etiópia receberam US $ 26.000 em livros técnicos.
Depois de obter o título de doutorad em epidemiologia, Gebre retornou à Etiópia para ajudar a proteger os direitos das mulheres nos anos 90. Após um discurso público inicial sobre HIV/AIDS, Gebre percebeu que precisaria ganhar credibilidade com a comunidade  para conseguir efetuar mudanças. Assim, resolveu corrigir os problemas que lhe foram indicados, fornecendo os suprimentos necessários para construir uma ponte que permitiria que crianças da região chegassem à escola mais próxima e comerciantes chegassem ao mercado local. Depois que a ponte foi construída, ela e sua irmã formaram a KGM Etiópia, abrindo consultas comunitárias a cada aldeia para proteger os direitos das mulheres.